# ヤルノ・トゥルーリ
ヤルノ・トゥルーリ（伊: Jarno Trulli, 1974年7月13日 - ）は、イタリア・ペスカーラ出身の元レーシングドライバー。1996年のドイツF3選手権チャンピオン。
姓の Trulli は、イタリア語ではトゥルッリと読まれ、名は正式なイタリア語の発音では「ヤルノ｣ではなく「イァールノ」が近い(イタリア語には「ヤ」行の発音が存在せず、JはIと同じ発音となるため)。
2023年に全日本スーパーフォーミュラ・ライツ選手権に参戦したエンツォ・トゥルーリは息子。

## 経歴

### 生い立ち
両親がモータースポーツ・ファンであり、オートバイWGPのスター選手でトゥルーリが生まれる前年に亡くなったフィンランド人レーサーのヤーノ（ヤルノ）・サーリネンにちなんで命名した。イタリア人にとってこの「ヤルノ/ヤーノ」というフィンランド風の名前は発音が難しく、周囲からはイタリア人らしくないと言われ時に混乱を引き起こした。

### カート王者
父はトゥルーリの幼年時からカートレースへ参加させた。1988年に14歳でのイタリア100ccチャンピオン獲得を筆頭に、以後ヨーロッパカート・チャンピオンのほか、1991年には世界カート選手権を制するなど、多くのタイトルを獲得する。カートレース参戦のため10代のうちに日本へも訪れている。カートレース参戦はF3へのデビュー後も続けられ、1995年のFIA世界選手権を制している。

### 四輪デビュー
1993年よりイタリアF3選手権にステップアップし、ダラーラ・フィアットで参戦。1994年はまだカートにも多く参戦していたためフォーミュラはイギリスF3選手権へのスポット参戦のみとなり、1995年よりドイツF3選手権への本格参戦を開始した。この年2度の優勝を挙げ、ノルベルト・フォンタナ、ラルフ・シューマッハ、マックス・アンジェレッリに次いでランキング4位を獲得。同6位はアレクサンダー・ブルツだった。同年秋のマカオグランプリF3ではペドロ・デ・ラ・ロサを抑えきり総合2位に入った。
1996年のドイツF3選手権では、所属するKMSチームがF1ベネトンのジュニアチームとなり、年間を通してトゥルーリもF1ベネトンと同じくマイルドセブン・ベネトンカラーで参戦。シーズン6勝を挙げてチャンピオンを獲得。11月のマカオグランプリでは、首位のラルフ・ファーマンがクラッシュしたため2位を走っていたトゥルーリがトップで終了と思われた。しかし、赤旗で終了したためその2周前の順位が最終結果となるルールが適用され、クラッシュしたファーマンが優勝者として記録された。トゥルーリの公式記録は総合3位となった。

### フォーミュラ1

#### 1997年 - 1999年 ミナルディ/プロスト
1997年、イタリアのミナルディと契約。F3から国際F3000を飛び級してのF1デビューが決まった。ミナルディでのチームメートは既に5年のF1キャリアを持つ片山右京で、トゥルーリのF1デビュー当時は予選で好タイムを出すと「ウキョウが教えてくれた通りに走ったらタイムが出た」とコメントした。決勝最高位は9位であったが、パドック関係者からの評価は得られており7レースに出場後、第7戦カナダGPでクラッシュにより足の骨折を負ったオリビエ・パニスに代わり、第8戦フランスGPよりプロスト・グランプリに移籍して参戦することとなった。第14戦オーストリアGPではレース中盤までトップを走行するなど印象的な活躍を見せたが、第15戦ルクセンブルクGPからはパニスが復帰したため、1997年F1のシートを喪失。この時、チームオーナーであり元ワールドチャンピオンであるアラン・プロストは、中野信治のシートをすぐにトゥルーリに変更してパニスとコンビを組ませたいと考えており、中野も「プロストは最初から速く走り、天性の才能を見せたトゥルーリをとても乗せたがった。」と証言しているが、エンジン供給元である無限の意向もあり、最終戦まで中野が参戦。トゥルーリは翌1998年にプロストのレギュラーシートを獲得することになる。中野はトゥルーリの元所属先であるミナルディへ移籍した。
1998年のプロストのマシンAP01には前年見せたような速さは無く、プジョー・V10エンジンの信頼性不足やタイヤとのマッチング不足など操縦性に難があった。多重クラッシュで波乱のレースとなったベルギーGPで6位に生き残り、1ポイント獲得したのがチーム唯一の入賞となり、チームメイトのパニスは無得点に終わるなどプロスト・プジョーは不振のシーズンであった。
1999年も契約が残っていたプロストに残留し、ヨーロッパGPでは雨の影響で上位陣が次々と脱落する展開を生き残り、F1初の表彰台となる2位を獲得。同年のAP02はプジョーV10エンジンに速さがなく、これ以外の入賞は6位1回に留まる。夏以降は他チームへの移籍を前提とした交渉が本格化、トゥルーリ、パニス両者ともチームに残らず移籍する結果となった。

#### 2000年 - 2001年 ジョーダン
2000年、前年に引退したデイモン・ヒルが自身の後任に推薦したことと、エンジンを供給する無限もプロスト時代その速さを認識していたことでジョーダンのシートを獲得。ハインツ＝ハラルド・フレンツェンのチームメイトとなった。無限ホンダ・MF301Hを搭載するEJ10はエンジンパワーがあり、第7戦モナコGPの予選では2位でフロントロウを獲得した。迎えた決勝ではトップのミハエル・シューマッハに離されながらも2位をキープしていたが、マシントラブルによりリタイアした（シューマッハもマシントラブルでリタイアしたため、F1初優勝のチャンスでもあった）。予選において速さを見せた一方で、決勝での完走率が50％以下と信頼性が低いマシンが弱点となった。フレンツェンが表彰台を2度獲得しランキング9位だったのに対し、トゥルーリの最高成績は4位、入賞4回でランキング10位だった。また、2年後にマイルドセブン・ルノーでのチームメイトとなるF1ルーキーのジェンソン・バトンとの間で幾度も接触事故があった(多くはバトン側に非があった）。ジョーダンのコンストラクターズ順位は6位だった。
2001年のEJ11は無限ホンダエンジンに替わってワークス仕様のホンダ・RA001E V10エンジンが搭載され、ギアボックスが6速から7速仕様へと進化。開幕前テストからフレンツェンが「今まで乗ったマシンの中でベスト」と話すなど、フェラーリ、マクラーレン・メルセデスに次ぐタイムを出していた。シーズン中盤まではコンスタントにポイントを獲得できたが、夏以降は信頼性が下がり、予選では多くのシングルグリッドを獲得するも、決勝では5戦連続リタイヤなど入賞は5回に終わった。チーム体制も盤石ではなく、シーズン途中でフレンツェンがチームとの契約を解除され離脱、プロストからジャン・アレジが加入（アレジの後任としてプロストにフレンツェンが移籍）する混乱があった。アレジは最終戦をもってF1引退を表明し、トゥルーリはアレジの最終チームメイトとなった。

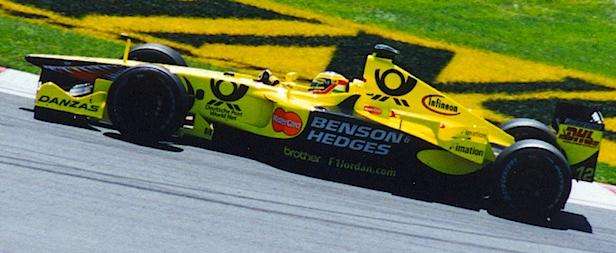
2001年カナダGP

翌年に向けて、ジョーダン・ホンダはジャンカルロ・フィジケラと佐藤琢磨の起用を発表。フィジケラと入れ替わる形で、トゥルーリはルノーへの移籍が決まった。

#### 2002年 - 2004年 ルノー/トヨタ

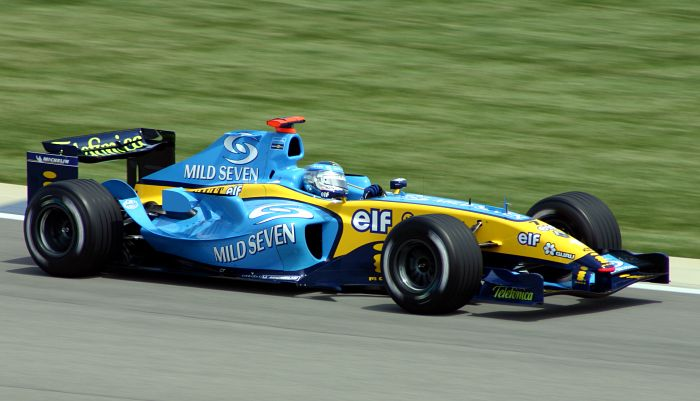
2004年アメリカGP

2002年、ルノー・R202でジェンソン・バトンとのコンビで参戦。しかし同年投入した111度のワイドバンク角を持つV10エンジンのトラブルに悩まされ、全17戦中リタイアが9回、入賞は僅か4回にとどまった。2人とも最高成績は4位と互角の速さだったが、ランキングはバトン7位、トゥルーリ8位で終えた。シーズン終了後、バトンはBAR・ホンダへと移籍した。

2003年、チームメイトにフェルナンド・アロンソが加入。第12戦ドイツGPではルノー移籍後初、そして4年ぶりの表彰台を獲得した。この年は10度の入賞で33ポイントを挙げ、ランキングは8位となった。

2004年は第6戦モナコGPでポールポジションからスタートしF1初優勝を達成するなど、前半戦はアロンソを上回り好調であった。だが徐々にチームとの関係が悪化すると共に成績も降下していった。モナコGPでの優勝の際にはルノーの会社マークにキスをしたことが話題になり、ルノー関係者からの評価も高かった。しかしルノーの母国である第10戦フランスGPでは、最終ラップでルーベンス・バリチェロにパスされ表彰台を逃し、それ以降情勢が変化した。こうした中、同年9月にトヨタへの移籍を発表すると、「チームがアロンソを優遇している」と公に発言するなどチームとの関係をさらに悪化させ、第15戦イタリアGPを最後にルノーから離脱した。その後、第17戦日本GP以降はトヨタから参戦した。

#### 2005年 - 2009年 トヨタ

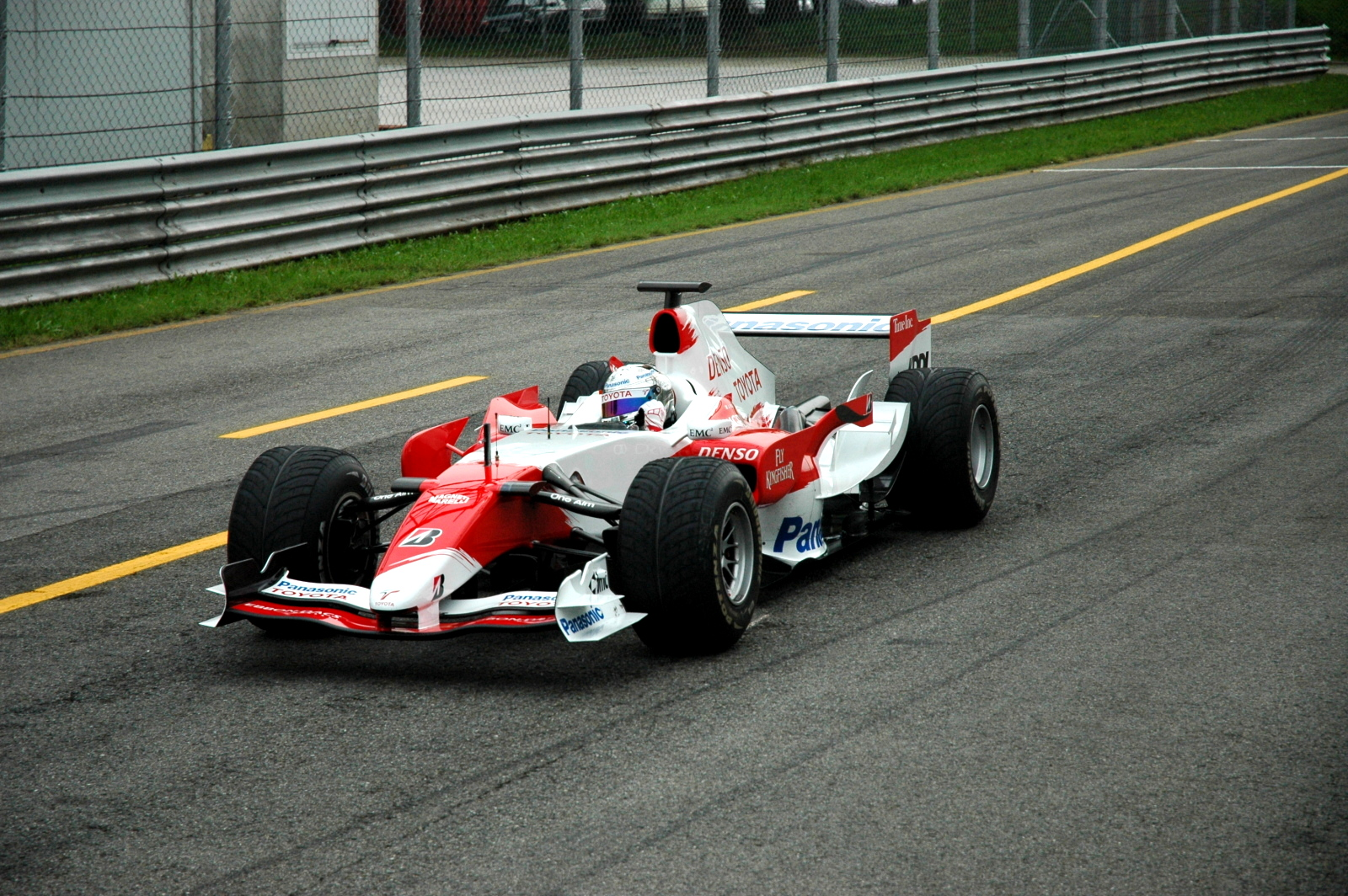
2007年モンツァテスト

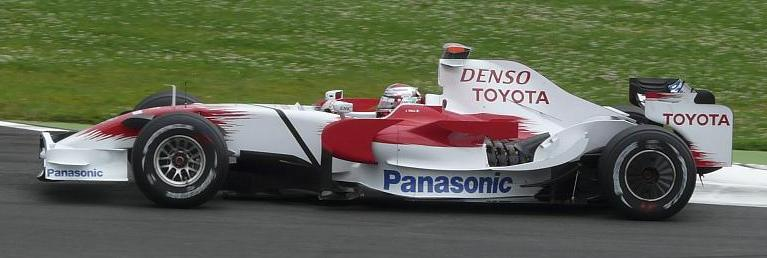
2008年フランスGP

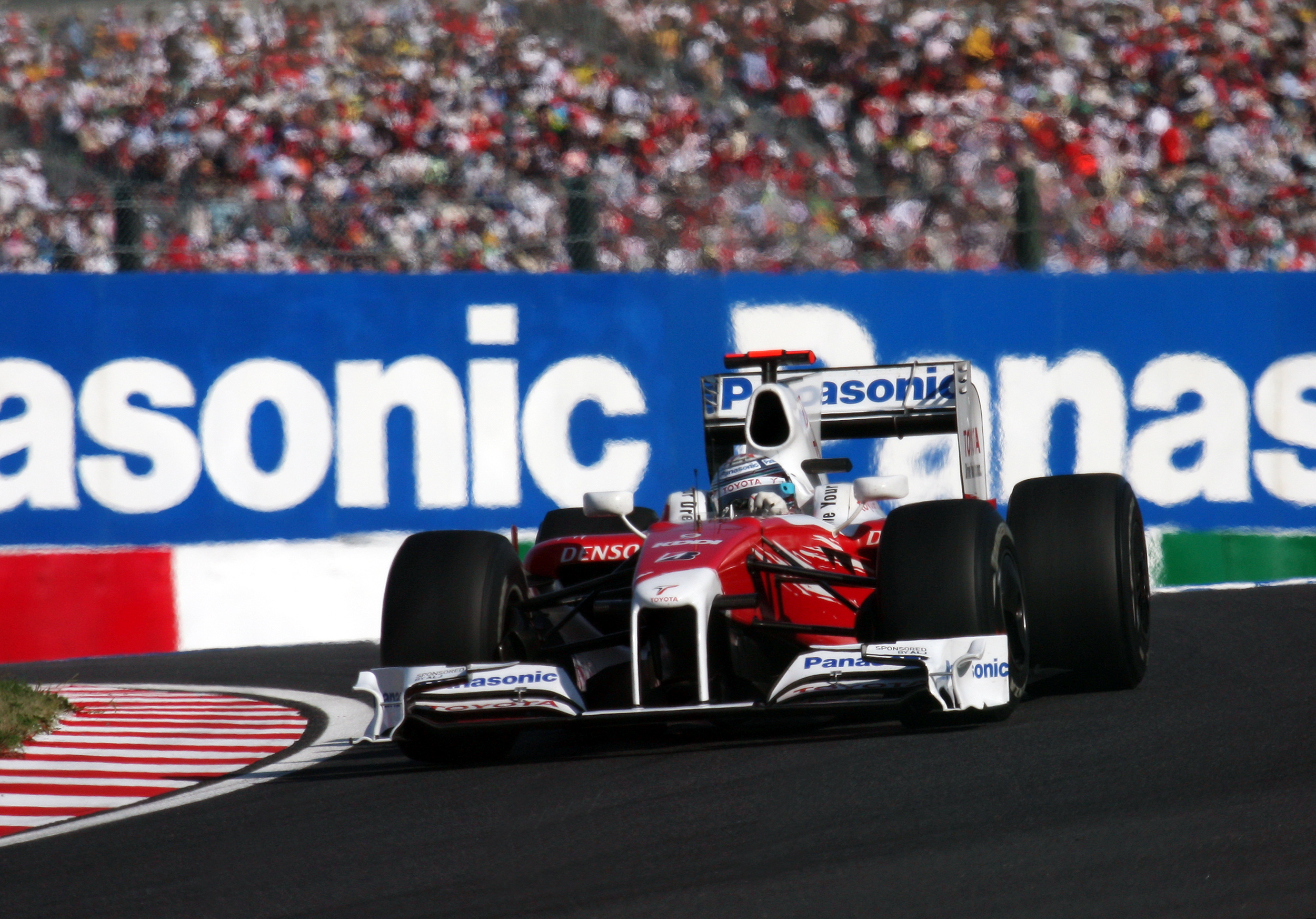
2009年日本GP

2005年はトヨタのレギュラードライバーとして参戦、チームメイトはウィリアムズから移籍のラルフ・シューマッハとなる。第2戦マレーシアGPで2位表彰台を獲得した。このGP前に友人を亡くしており、亡き友に捧げる2位となった。その後の第3戦バーレーンGPでも2位、第5戦スペインGPでも3位と相次いで表彰台を獲得。第9戦アメリカGPではトヨタに初のポールポジションをもたらした。期待された決勝レースではミシュランタイヤに問題が発覚し、ミシュラン勢は全車がレースを棄権したため、記録上はリタイアとなった。シーズンを通して開幕前のメディアによる予想を上回る結果を残し、チーム史上最高となるコンストラクターズランキング4位獲得に貢献した。チームメイトの対比では、開幕から中盤にかけてはシューマッハを上回る速さを見せ、ランキングでも先行していたが、8月のベルギーGP以降やや失速。以後はシューマッハが確実に入賞を重ね、最終戦では3位表彰台を獲得。最終ランキングも逆転され、シューマッハ6位、トゥルーリ7位で終了した。
2006年、この年に投入された「TF106」は成功作とはいえず、序盤は入賞できなかった。第7戦モナコGPからは改良型「TF106B」が投入された。自身が得意とするモナコGPでは終盤3位を走行し表彰台目前であったが、結果はリタイアに終わった。第10戦アメリカGPでは、予選後のパーツ交換によるペナルティを受け最後尾スタートとなったが、4位まで盛り返してゴールする力走を見せた。第12戦ドイツGP会場にて、トヨタと2009年までの契約延長が発表された。
2007年、得意の予選では速さを見せQ3進出の常連だったが、決勝スタートで出遅れることが多く、また予選と比較してレースペースが上げられずに安定しないグランプリが多く、入賞は4回にとどまった。同年はチームラジオ（無線）でトゥルーリがマシンバランスなどについて訴える場面が度々国際映像で取り上げられた。3年間コンビを組んだラルフ・シューマッハはトヨタとの契約を更新せず、最終戦を終えると離脱しDTMへと参戦カテゴリーを移した。
2008年からチームメイトは2004年以来のF1復帰となるティモ・グロックに変わった。開幕戦オーストラリアGPでは、予選6位を獲得するもリタイア。しかしその後、第2戦マレーシアGPで4位、第3戦バーレーンGPで6位、第4戦スペインGPで8位と3戦連続で入賞。第8戦フランスGPでは3位に入賞し、自身3年ぶりの表彰台を獲得。このグランプリの前にチームトヨタF1の初代代表オベ・アンダーソンがラリーで事故死しており、彼に捧げる表彰台となった。最終戦ブラジルGPでも予選2位に入る速さを見せた。しかし、天候の変化によるタイヤ交換の際にキミ・ライコネンに先行され、その後も6位走行中にハーフスピンを起こし、スクーデリア・トロ・ロッソのセバスチャン・ボーデとグロックに抜かれ8位にとどまった。シーズン通算では31ポイントを獲得し、ドライバーズランキング9位となった。
2009年はトヨタのマシンTF109の性能が高く、開幕戦オーストラリアGPではペナルティで予選タイム抹消、ピットスタートになったもののトゥルーリ3位、チームメイトのグロックも4位に入り、好スタートを切った。第4戦バーレーンGPでは、予選トヨタ1-2でトゥルーリが2005年アメリカGP以来のポールポジションを獲得した。しかし、決勝は戦略の失敗により後退、3位となった。また、このレースではF1参戦206戦目にして自身初のファステストラップを記録した。シーズン中盤戦はなかなか入賞できずにいたが、トヨタの母国第15戦日本GPでは予選2位でフロントロウを獲得。決勝スタートでルイス・ハミルトンに抜かれたが、最後のピットインでハミルトンを逆転し、トヨタの母国で初の2位表彰台に立った。これはトヨタF1の最後の表彰台獲得となった。同年をもってトヨタがF1から撤退し、5年間所属していたチームを離れることになった。32.5ポイントを獲得し、ドライバーズランキングは8位。

#### 2010年 - 2013年 ロータス/ケータハム
2010年は新規参入チームであるロータス・レーシングに移籍。マクラーレンから移籍のヘイキ・コバライネンとコンビを組む。この年は新規参入した3チームの中でのトップを目指すシーズンとなった。シーズンを通した成績は予選結果ではチームメイトのコバライネンに対し11勝8敗と勝ち越したが、決勝ではコバライネンの後ろでフィニッシュすることが多く、両者が完走してトゥルーリが前でフィニッシュしたのは第10戦イギリスGPのみであった。マシントラブルでのリタイアも多く、全19戦中完走は11戦、最高成績は第16戦日本GPの13位であった。また、F1参戦14年目にして自身初のノーポイントのシーズンだった。
2011年、中団のチームに追いつける程の速さは無い状況は変わらなかった。シーズンを通してパワーステアリングの問題に悩まされ、チームメイトのコバライネンに対して予選では18戦中2戦でしか上回れず、Q2進出も1度も無かった。決勝は互角の結果を残したものの、シーズン後半は負け続けてしまった。ただし13位に2回入ったためランキング上はチームメイトを上回り、チームのコンストラクターズ選手権10位に貢献した。

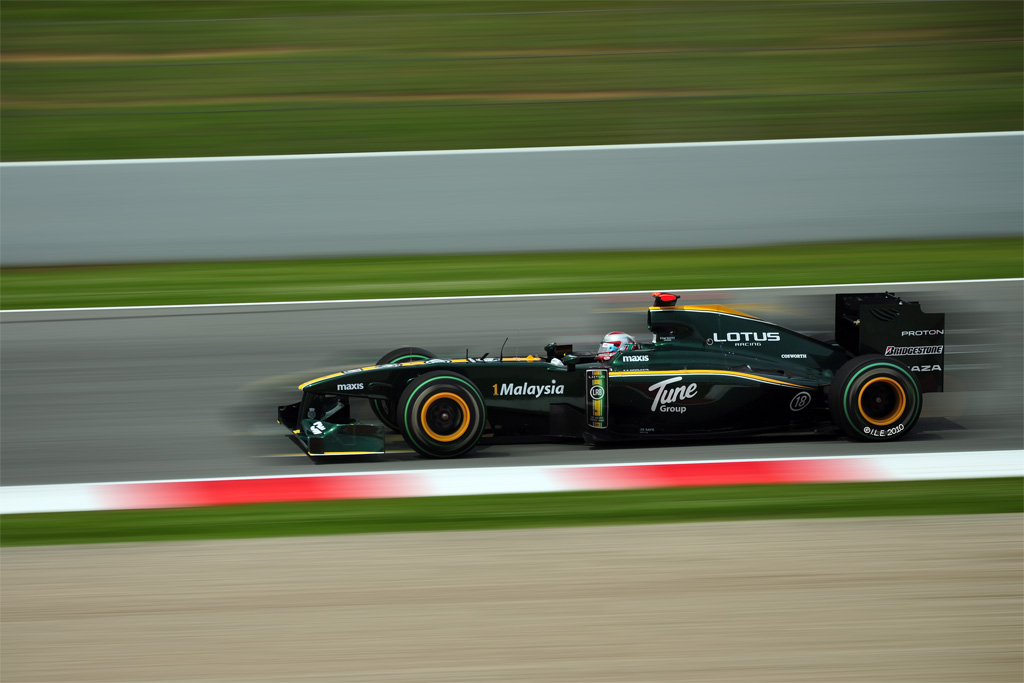
2010年スペインGP

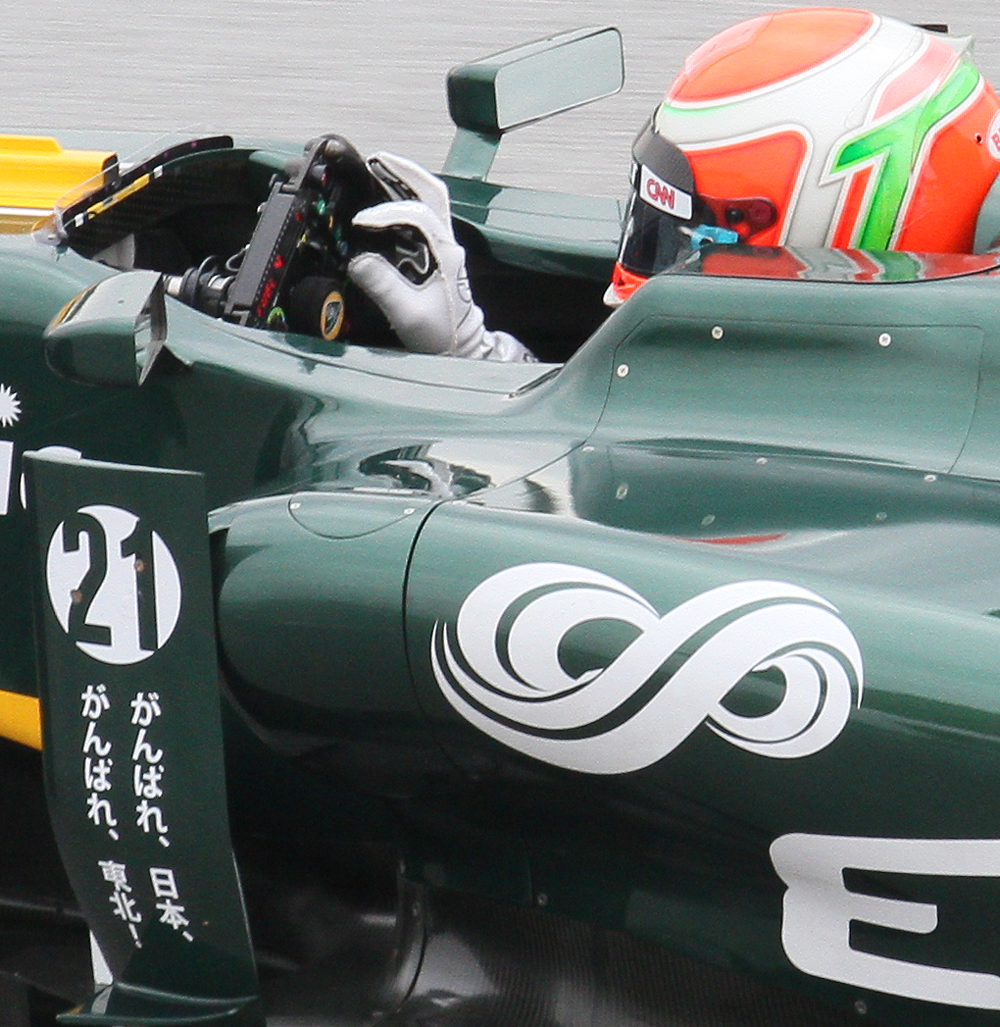
2011年マレーシアGP

ドイツGPではリザーブドライバーのカルン・チャンドックに1戦シートを譲った。他のグランプリでも交代の報道が出るなど、翌2012年もチームとの契約があるにもかかわらずシートを奪われる噂が多い一年となった。

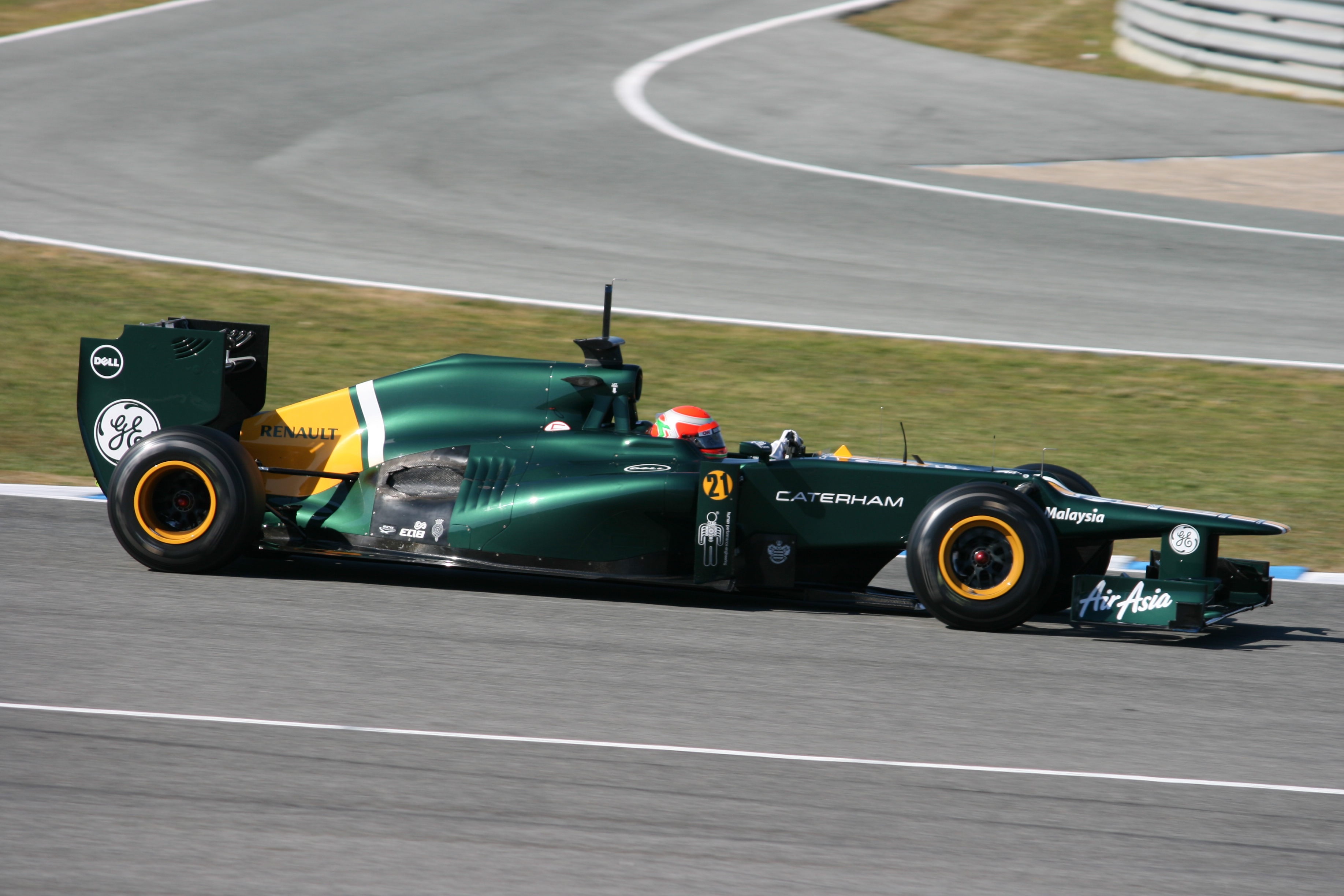
2012年ヘレステスト

2012年、チームはロータスからケータハムへ名称が変更された。新車CT01のテストでは最終日を担当し117周を走行した。しかし2月17日にチームはトゥルーリに代わりロシア人のヴィタリー・ペトロフの起用を発表、トゥルーリは開幕を前にシートを失った。チーム代表トニー・フェルナンデスはこの決定を「簡単な決断ではなかった。だが、チーム全体に刺激を与えるためにも、また世界的な経済マーケットを見据えた時にロシアのヴィタリーを入れることは必要な判断だった」と語った。トゥルーリのシート喪失により、40年ぶりにF1からイタリア人ドライバーが姿を消した。その後2017年にアントニオ・ジョヴィナッツィがザウバーから代役参戦でデビュー、2019年に同チームからのフル参戦が決まり、トゥルーリ以来8年ぶりのイタリア人レギュラードライバーとなる。

### フォーミュラE
2014年6月、同年9月より開催されるフォーミュラE選手権にチーム代表兼ドライバーとして参戦することを発表した。これはすでに参戦を表明していたドレイソン・レーシングより参戦権を譲り受けたものである。チームの運営はスーパーノヴァ・レーシングが受け持つ。チームメイトとしてイタリアの女性ドライバーミケーラ・セルッティを起用した。
2014-15シーズン
唯一のF1優勝経験者として紹介され期待されていたが、初戦からセルッティ共々後方グループに沈むことが多く全く見せ場の無いレースが続いた。第4戦ブエノスアイレスGPでついに4位入賞を果たしたが、その後も入賞圏外やリタイアが続いた。この間に第5戦からチームメイトはセルッティに代わり、元F1ドライバーのビタントニオ・リウッツィに交代している。
そんな中、第8戦ベルリンGPでは突然ポールポジションを獲得。F1時代から数えると2009年バーレーンGP以来6年ぶりのポール獲得であり、周囲を大きく驚かせた。しかし決勝ではスタートこそ良かったものの、1周目であっさり2位スタートのルーカス・ディ・グラッシにかわされ、さらにチームメイトのリウッツィに抜かれた上にその後もペースが全く上がらず続々と後続に抜かれていき、最終的に2周遅れの20位最下位（後に優勝したディ・グラッシが車両規定違反で失格になったため、19位に繰り上がっている。）でフィニッシュしている。その上フォーミュラEにおける初の全車完走だったため、図らずもフォーミュラE史上最低順位を記録してしまった。
その後の終盤戦も見せ場を作れず、最終的なドライバーズランキングは20位。これはフル参戦ドライバーの中では最下位であり、また自身のチームもセカンドドライバー共々ポイントを稼げずランキング10位で最下位となった。
2015-16シーズン
チームはそのまま継続して『トゥルーリ・フォーミュラEチーム』の名称のまま参戦するが、ドライバーはリウッツィと前シーズンアムリン・アグリから参戦していたサルバドール・デュランの2名を起用し、自身は出走しないと発表されていた。しかし第2戦ではデュランに代わり出走することが発表されたが、2戦とも車検を通過することができず、欠場となった。そして第3戦の直前、2戦連続で車検不通過になったことが原因で様々な問題があることを考慮しフォーミュラEからの撤退を発表。チームの活動を終えた。

### 実業家
その後はレース界から離れ、1999年から副業としていたワイン造りのオーナーとして注力。2018年、日本の酒商主催のイベントに出席するため、7年ぶりに来日した。

## 人物
- 予選でチームメイトよりも上位グリッドを獲得することが多い。しかし決勝ではペースが落ち、しばしばレース中に彼を先頭にした渋滞を巻き起こすため、「トゥルーリ・トレイン」「トゥルーリドライビングスクール（ヤルノ教習所）」と実況される。唯一のF1優勝も抜きどころが少ないモナコGPで、この時はポール・トゥ・ウィンだった。
- 予選タイムアタックを得意とすることは広く知られており、ロス・ブラウン曰く、「5ラップの勝負であればすべてのレースに勝っただろう」とトゥルーリを評するなどF1パドックの共通認識であった[13]。
- マシンバランスやセッティングなどの状態に左右されやすく、自身の好みから僅かでも外れていると力を発揮できなくなるが、逆にしっかりと好みに合った時には速さを発揮する。
- シーズン前半は好調でも、シーズンが進むに従って成績が下降していくシーズンが多かった。
- F1で3つの日本製エンジンメーカー（無限ホンダ、ホンダ、トヨタ）を経験した数少ないドライバーの一人で、他にはプロスト時代のチームメイトのパニス（3つとも同じ）とミカ・サロ（無限ホンダ、ヤマハ、トヨタ）のみである。
- F1参戦中から、アドリア海に面したアブルッツォにある葡萄園「ポデレ・カストラニ（podere castorani）」でワインの生産を手がけている。葡萄園の名称は最初のオーナーであるラファエル・カストラニに由来する。かつてワイン醸造を手がけていた父のエンツォがブドウ園のマネージャーであり、トゥルーリの個人マネージャーであるルチオ・カヴートがマーケティングを手助けした。トゥルーリはブドウ園を「ケーキにかけるトッピングのようなものさ。夢を手に入れた証しといってもいいかな」と述べている。
- フジテレビF1中継でのニックネームは「二代目カミカゼアタック」「情熱ファンタジスタ」、トヨタF1在籍時は「情熱のトヨタリアン」など。
- フォーミュラEにおいては所属チーム名に自身の名前「トゥルーリ」を冠したため、レース中継で呼称されるときは「『トゥルーリ』の『ヤルノ・トゥルーリ』」と呼ばれ、中継においても「こちらはトゥルーリの……えー、…ヤルノ・トゥルーリです」と詰まるシーンが見られた。解説を務めた片山右京は元チームメイトということもあり、基本的に「ヤルノ」と呼んでいた。
- 1997年のプロストでチームメイトとなり、シートを争う関係でもあった中野信治とは、2023年息子エンツォの日本での活動開始後、無限チームの監督となっていた中野がトヨタ陣営であるトムスの一員として参戦するトゥルーリ親子の元に行き挨拶を交わすなどメーカーの垣根を越えて親交がある。

## レース戦績

### ドイツ・フォーミュラ3選手権
| 年     | チーム            | シャーシ      | エンジン | クラス | 1     | 2       | 3       | 4       | 5       | 6         | 7         | 8       | 9       | 10      | 11      | 12       | 13      | 14       | 15      | 16      | 順位 | ポイント |
| ------ | ----------------- | ------------- | -------- | ------ | ----- | ------- | ------- | ------- | ------- | --------- | --------- | ------- | ------- | ------- | ------- | -------- | ------- | -------- | ------- | ------- | ---- | -------- |
| 1995年 | KMS               | ダラーラ F395 | オペル   | A      | HOC 1 | HOC 2   | AVU 1   | AVU 1   | NOR 1 8 | NOR 2 DSQ | DIE 1 DSQ | DIE 2 6 | NÜR 1 4 | NÜR 2   | ALE 1 8 | ALE 2 4  | MAG 1 5 | MAG 2 17 | HOC 1   | HOC 2 1 | 4位  | 95       |
| 1996年 | オペル・チームKMS | ダラーラ F396 | オペル   | A      | HOC 1 | HOC 2 1 | NÜR 1 4 | NÜR 1 6 | NÜR 2 5 | NOR 1 3   | NOR 2 1   | DIE 1 3 | DIE 2 1 | NÜR 1 2 | NÜR 2   | MAG 1 11 | MAG 2 5 | HOC 1    | HOC 2 1 |         | 1位  | 206      |

- 太字はポールポジション、斜字はファステストラップ。(key)

### フォーミュラ1
| 年     | チーム     | シャーシ | 1       | 2       | 3       | 4       | 5       | 6       | 7       | 8       | 9       | 10      | 11      | 12      | 13      | 14      | 15      | 16      | 17      | 18      | 19      | WDC  | ポイント |
| ------ | ---------- | -------- | ------- | ------- | ------- | ------- | ------- | ------- | ------- | ------- | ------- | ------- | ------- | ------- | ------- | ------- | ------- | ------- | ------- | ------- | ------- | ---- | -------- |
| 1997年 | ミナルディ | M197     | AUS 9   | BRA 12  | ARG 9   | SMR DNS | MON Ret | ESP 15  | CAN Ret |         |         |         |         |         |         |         |         |         |         |         |         | 15位 | 3        |
| 1997年 | プロスト   | JS45     |         |         |         |         |         |         |         | FRA 10  | GBR 8   | GER 4   | HUN 7   | BEL 15  | ITA 10  | AUT Ret | LUX     | JPN     | EUR     |         |         | 15位 | 3        |
| 1998年 | プロスト   | AP01     | AUS Ret | BRA Ret | ARG 11  | SMR Ret | ESP 9   | MON Ret | CAN Ret | FRA Ret | GBR Ret | AUT 10  | GER 12  | HUN Ret | BEL 6   | ITA 13  | LUX Ret | JPN 12† |         |         |         | 16位 | 1        |
| 1999年 | プロスト   | AP02     | AUS Ret | BRA Ret | SMR Ret | MON 7   | ESP 6   | CAN Ret | FRA 7   | GBR 9   | AUT 7   | GER Ret | HUN 8   | BEL 12  | ITA Ret | EUR 2   | MAL DNS | JPN Ret |         |         |         | 11位 | 7        |
| 2000年 | ジョーダン | EJ10     | AUS Ret | BRA 4   | SMR 15† | GBR 6   | ESP 12  | EUR Ret | MON Ret | CAN 6   | FRA 6   | AUT Ret |         |         |         |         |         |         |         |         |         | 10位 | 6        |
| 2000年 | ジョーダン | EJ10B    |         |         |         |         |         |         |         |         |         |         | GER 9   | HUN 7   | BEL Ret | ITA Ret | USA Ret | JPN 13  | MAL 12  |         |         | 10位 | 6        |
| 2001年 | ジョーダン | EJ11     | AUS Ret | MAL 8   | BRA 5   | SMR 5   | ESP 4   | AUT DSQ | MON Ret | CAN 11† | EUR Ret | FRA 5   | GBR Ret | GER Ret | HUN Ret | BEL Ret | ITA Ret | USA 4   | JPN 8   |         |         | 9位  | 12       |
| 2002年 | ルノー     | R202     | AUS Ret | MAL Ret | BRA Ret | SMR 9   | ESP 10† | AUT Ret | MON 4   | CAN 6   | EUR 8   | GBR Ret | FRA Ret | GER Ret | HUN 8   | BEL Ret | ITA 4   | USA 5   | JPN Ret |         |         | 8位  | 9        |
| 2003年 | ルノー     | R23      | AUS 5   | MAL 5   | BRA 8   | SMR 13  | ESP Ret | AUT 8   | MON 6   | CAN Ret | EUR Ret | FRA Ret |         |         |         |         |         |         |         |         |         | 8位  | 33       |
| 2003年 | ルノー     | R23B     |         |         |         |         |         |         |         |         |         |         | GBR 6   | GER 3   | HUN 7   | ITA Ret | USA 4   | JPN 5   |         |         |         | 8位  | 33       |
| 2004年 | ルノー     | R24      | AUS 7   | MAL 5   | BHR 4   | SMR 5   | ESP 3   | MON 1   | EUR 4   | CAN Ret | USA 4   | FRA 4   | GBR Ret | GER 11  | HUN Ret | BEL 9   | ITA 10  | CHN     |         |         |         | 6位  | 46       |
| 2004年 | トヨタ     | TF104B   |         |         |         |         |         |         |         |         |         |         |         |         |         |         |         |         | JPN 11  | BRA 12  |         | 6位  | 46       |
| 2005年 | トヨタ     | TF105    | AUS 9   | MAL 2   | BHR 2   | SMR 5   | ESP 3   | MON 10  | EUR 8   | CAN Ret | USA DNS | FRA 5   | GBR 9   | GER 14† | HUN 4   | TUR 6   | ITA 5   | BEL Ret | BRA 13† |         |         | 7位  | 43       |
| 2005年 | トヨタ     | TF105B   |         |         |         |         |         |         |         |         |         |         |         |         |         |         |         |         |         | JPN Ret | CHN 15  | 7位  | 43       |
| 2006年 | トヨタ     | TF106    | BHR 16  | MAL 9   | AUS Ret | SMR Ret | EUR 9   | ESP 10  |         |         |         |         |         |         |         |         |         |         |         |         |         | 12位 | 15       |
| 2006年 | トヨタ     | TF106B   |         |         |         |         |         |         | MON 17† | GBR 11  | CAN 6   | USA 4   | FRA Ret | GER 7   | HUN 12† | TUR 9   | ITA 7   | CHN Ret | JPN 6   | BRA Ret |         | 12位 | 15       |
| 2007年 | トヨタ     | TF107    | AUS 9   | MAL 7   | BHR 7   | ESP Ret | MON 15  | CAN Ret | USA 6   | FRA Ret | GBR Ret | EUR 13  | HUN 10  | TUR 16  | ITA 11  | BEL 11  | JPN 13  | CHN 13  | BRA 8   |         |         | 13位 | 8        |
| 2008年 | トヨタ     | TF108    | AUS Ret | MAL 4   | BHR 6   | ESP 8   | TUR 10  | MON 13  | CAN 6   | FRA 3   | GBR 7   | GER 9   | HUN 7   | EUR 5   | BEL 16  | ITA 13  | SIN Ret | JPN 5   | CHN Ret | BRA 8   |         | 9位  | 31       |
| 2009年 | トヨタ     | TF109    | AUS 3   | MAL 4‡  | CHN Ret | BHR 3   | ESP Ret | MON 13  | TUR 4   | GBR 7   | GER 17  | HUN 8   | EUR 13  | BEL Ret | ITA 14  | SIN 12  | JPN 2   | BRA Ret | ABU 7   |         |         | 8位  | 32.5     |
| 2010年 | ロータス   | T127     | BHR 17† | AUS DNS | MAL 17  | CHN Ret | ESP 17  | MON 15† | TUR Ret | CAN Ret | EUR 21  | GBR 16  | GER Ret | HUN 15  | BEL 19  | ITA Ret | SIN Ret | JPN 13  | KOR Ret | BRA 19  | ABU 21† | 21位 | 0        |
| 2011年 | ロータス   | T128     | AUS 13  | MAL Ret | CHN 19  | TUR 18  | ESP 18  | MON 13  | CAN 16  | EUR 20  | GBR Ret | GER     | HUN Ret | BEL 14  | ITA 14  | SIN Ret | JPN 19  | KOR 17  | IND 19  | ABU 18  | BRA 18  | 21位 | 0        |

- 太字はポールポジション、斜字はファステストラップ。(key)
- † : リタイアだが、90%以上の距離を走行したため規定により完走扱い。
- ‡ : ハーフポイント。レース周回数が75%未満で終了したため、得点が半分となる。

### フォーミュラE
| 年            | チーム       | 車両                         | 1       | 2       | 3     | 4       | 5      | 6       | 7      | 8       | 9       | 10     | 11      | 順位 | ポイント |
| ------------- | ------------ | ---------------------------- | ------- | ------- | ----- | ------- | ------ | ------- | ------ | ------- | ------- | ------ | ------- | ---- | -------- |
| 2014年-2015年 | トゥルーリGP | スパーク-ルノー・SRT 01E     | BEI Ret | PUT 16  | PDE 4 | BNA Ret | MIA 15 | LBH Ret | MON 11 | BER 19† | MOS 18† | LON 15 | LON Ret | 20位 | 15       |
| 2015年-2016年 | トゥルーリGP | スパーク-モトマティカ・JT-01 | BEI     | PUT DNP | PDE   | BNA     | MEX    | LBH     | PAR    | BER     | LON     | LON    |         | NC*  | 0*       |

- 太字はポールポジション、斜字はファステストラップ。(key)
- † : リタイアだが、90%以上の距離を走行したため規定により完走扱い。